# Tif et Tondu
Pour les articles homonymes, voir Tif et Tondu.
Tif et Tondu est une série de bande dessinée belge créée par Fernand Dineur dans le Journal de Spirou en 1938. Elle a cessé de paraître en 1997.
En 2018, Blutch dessine une nouvelle aventure du duo sur un scénario de son frère Robber.

## Synopsis
Les silhouettes de Tif et de Tondu sont rigoureusement identiques: tous deux sont replets et possèdent une bonne carrure. Mais Tif est chauve et glabre alors que Tondu est chevelu et barbu. Ce sont deux amis détectives amateurs.

## Création
Le personnage de Tif, petit bonhomme rondouillard et chauve, apparaît en tant que clochard débrouillard sous la plume de Fernand Dineur dans le Journal de Spirou le 21 avril 1938 dès le premier numéro de ce dernier. Celui de Tondu, son homologue en taille et corpulence mais barbu et chevelu, apparaît quelques semaines plus tard, en capitaine de navire découvert par Tif naufragé sur un îlot désert.
Les deux héros seront repris, au dessin, par Will à partir du 20 juillet 1949, toujours dans Spirou. Dineur continue d'écrire les histoires. Ce dernier abandonne la série en 1951, laissant la place à Henri Gillain, puis à Albert Desprechins. Maurice Rosy prend le relais à partir de 1954 et va développer l'univers durant douze albums publiés jusqu'à la fin des années 1960. Il crée en particulier le personnage de Monsieur Choc, individu longiligne malfaisant, toujours vêtu d'une queue-de-pie et dont le visage est toujours masqué, généralement par un heaume.
Après Rosy, c'est un autre Maurice, Tillieux, qui prend en charge le scénario. Le tandem va porter l'univers de la BD durant les années 1970 et 12 albums également. En 1977, Stephen Desberg, assiste Tillieux sur un album. Après la mort de Tillieux, c'est lui qui reprend seul le scénario, et ce tout au long des années 1980 durant 11 albums. Enfin, en 1990, nouvelle équipe : Desberg et Will laissent la série dans les mains de Denis Lapière (qui a aussi assisté Desberg sur un album) et Alain Sikorski, qui la mènent jusqu'en 1997, durant 6 albums.

## Les personnages secondaires

### Monsieur Choc
Le personnage de Monsieur Choc est créé par Maurice Rosy : « Ennemi récurrent de Tif et Tondu, il est le chef d'un gang qui se nomme « la Main Blanche ». Nul ne connaît son visage car il apparaît couvert d'un heaume d'armure, ou d'un masque. Il réussit toujours à s'échapper à la fin des épisodes, mettant parfois en scène sa propre mort pour mieux réapparaître. Le lecteur le découvre dans Tif et Tondu contre la main blanche, dans lequel sont présentées ses principales caractéristiques, celles d'un criminel international agissant masqué pour protéger son identité. La Main Blanche organise des trafics en tous genres, et Choc est toujours à l'affût des dernières inventions scientifiques ou grands trésors historiques (de l'uranium enrichi à un robot-chevalier malfaisant du XVe siècle, en passant par une machine à contrôler les rêves) qu'il sait exploiter pour faire le mal. Par ailleurs, Choc possède le goût du risque, ce qui l'incite souvent à laisser des indices pour la police ou encore à essayer de faire passer Tif et Tondu pour des criminels ».

### Comtesse Amélie d'Yeu
La Comtesse Amélie d'Yeu, dite Kiki, est la principale amie de Tif et Tondu, et les accompagne souvent dans leurs aventures. Créée par Maurice Tillieux dans Tif et Tondu contre le Cobra, elle apparaît ensuite dans neuf aventures du duo Will-Tillieux. Son personnage sera repris par Blutch et Robber pour l'album Mais où est Kiki ?. Extrêmement riche car elle possède une rente de ses défunts parents et un milliard d'émeraudes, elle finance certaines aventures, comme l'expédition en Birmanie de l'album Aventure birmane, et sa famille fait parfois avancer l'intrigue, comme son oncle organisant une mystification visant à la faire passer pour folle dans Tif et Tondu contre le Cobra, ou encore sa nièce tombant dans la fosse aux lions dans Métamorphoses. 
Kiki a le caractère bien trempé, elle manie l'ironie à la perfection et ne manque pas d'un certain culot, comme le démontre sa tentative d'introduire illégalement son chien Cambronne en Angleterre (Sorti des abîmes). Avec ses longs cheveux blonds, ses lèvres rouges, ses yeux d'ébène, son grain de beauté sous l'œil et sa taille de guêpe, la comtesse est particulièrement séduisante – Tif commence d'ailleurs par tomber sous son charme lorsqu'il la rencontre.

### Inspecteur Ficshusset
L'inspecteur Ficshusset, de Scotland Yard, la police anglaise, aide Tif et Tondu chaque fois que les enquêtes ont lieu en Angleterre. On le rencontre pour la première fois dans L'Ombre sans corps, alors que Tif et Tondu viennent le saluer avant de partir en vacances. Il arbore des moustaches oranges, des cheveux assez épais, et des dents proéminentes. Par ailleurs, l'orthographe un peu trop complexe de son nom change régulièrement. D'un album à l'autre, on peut lire "Fixchusset", "Fickshusset", ou encore "Fixshusset". On peut le voir apparaître dans cinq albums, ainsi qu'en clin d'œil dans une case de Échecs et matchs.

## Albums
En 1940 paraît chez Dupuis Les Aventures de Bibor et Tribar & Tif et Tondu, un album commun avec le dessinateur Rob-vel (créateur de Spirou) dans lequel sont publiées la première aventure de Tif et Tondu, Les Aventures de Tif et leur troisième aventure, Tif et Tondu au Congo belge.
Originellement, le premier titre de la série était Le Trésor d'Alaric (1954) et le second Tif et Tondu en Amérique centrale (1954). Lors de la réédition de la série en 1985, Le Trésor d'Alaric devient le second tome et La Villa « sans souci » remplace Tif et Tondu en Amérique centrale.

### Première série classique
- 0 Les Aventures de Bibor et Tribar & Tif et Tondu, Dupuis, Marcinelle, 1940
Scénario : Fernand Dineur - Dessin :  Rob-Vel
- 1 Le Trésor d'Alaric, Dupuis, Marcinelle, 1954
Scénario : Luc Bermar - Dessin : Will
- 2 Tif et Tondu en Amérique centrale[1],[2], Dupuis, Marcinelle, 1956
Scénario : Fernand Dineur - Dessin : Will

### Seconde série classique
- 1 La Villa « sans souci », Dupuis, Marcinelle, 1985
Scénario : Fernand Dineur, Henri Gillain et Luc Bermar - Dessin : Will
- 2 Le Trésor d'Alaric, Dupuis, Marcinelle, 1954
Scénario : Luc Bermar - Dessin : Will
- 3 Oscar et ses mystères, Dupuis, Marcinelle, 1955
Scénario : Albert Desprechins - Dessin : Will
- 4 Tif et Tondu contre la Main blanche, Dupuis, Marcinelle, 1956
Scénario : Maurice Rosy - Dessin : Will
- 5 Le Retour de Choc, Dupuis, Marcinelle, 1958
Scénario : Maurice Rosy - Dessin : Will
- 6 Passez muscade, Dupuis, Marcinelle, 1958
Scénario : Maurice Rosy - Dessin : Will
- 7 Plein Gaz, Dupuis, Marcinelle, 1959
Scénario : Maurice Rosy - Dessin : Will
- 8 La Villa du Long-Cri, Dupuis, Marcinelle, 1966
Scénario : Maurice Rosy - Dessin : Will
- 9 Choc au Louvre, Dupuis, Marcinelle, 1966
Scénario : Maurice Rosy - Dessin : Will
- 10 Les Flèches de nulle part, Dupuis, Marcinelle, 1967
Scénario : Maurice Rosy - Dessin : Will
- 11 La Poupée ridicule, Dupuis, Marcinelle, 1968
Scénario : Maurice Rosy - Dessin : Will
- 12 Le Réveil de Toar, Dupuis, Marcinelle, 1968
Scénario : Maurice Rosy - Dessin : Will
- 13 Le Grand Combat, Dupuis, Marcinelle, 1968
Scénario : Maurice Rosy - Dessin : Will
- 14 La Matière verte, Dupuis, Marcinelle, 1969
Scénario : Maurice Rosy - Dessin : Will
- 15 Tif rebondit, Dupuis, Marcinelle, 1969
Scénario : Maurice Rosy - Dessin : Will
- 16 L'Ombre sans corps, Dupuis, Marcinelle, 1970
Scénario : Maurice Tillieux - Dessin : Will
- 17 Tif et Tondu contre le Cobra, Dupuis, Marcinelle, 1971
Scénario : Maurice Tillieux - Dessin : Will
- 18 Le Roc maudit, Dupuis, Marcinelle, 1972
Scénario : Maurice Tillieux - Dessin : Will
- 19 Sorti des abîmes, Dupuis, Marcinelle, 1972
Scénario : Maurice Tillieux - Dessin : Will
- 20 Les Ressuscités, Dupuis, Marcinelle, 1973
Scénario : Maurice Tillieux - Dessin : Will
- 21 Le Scaphandrier mort, Dupuis, Marcinelle, 1974
Scénario : Maurice Tillieux - Dessin : Will
- 22 Un plan démoniaque, Dupuis, Marcinelle, 1975
Scénario : Maurice Tillieux - Dessin : Will
- 23 Tif et Tondu à New York, Dupuis, Marcinelle, 1975
Scénario : Maurice Tillieux - Dessin : Will
- 24 Aventure birmane, Dupuis, Marcinelle, 1976
Scénario : Maurice Tillieux - Dessin : Will
- 25 Le Retour de la Bête, Dupuis, Marcinelle, 1977
Scénario : Maurice Tillieux - Dessin : Will
- 26 Le Gouffre interdit, Dupuis, Marcinelle, 1978
Scénario : Stephen Desberg, Maurice Tillieux - Dessin : Will
- 27 Les Passe-montagnes, Dupuis, Marcinelle, 1979
Scénario : Maurice Tillieux - Dessin : Will
- 28 Métamorphoses, Dupuis, Marcinelle, 1980
Scénario : Stephen Desberg - Dessin : Will - Couleurs : Vittorio Leonardo
- 29 Le Sanctuaire oublié, Dupuis, Marcinelle, 1981
Scénario : Stephen Desberg - Dessin : Will - Couleurs : Vittorio Leonardo
- 30 Échecs et match, Dupuis, Marcinelle, 1982
Scénario : Stephen Desberg - Dessin : Will - Couleurs : Vittorio Leonardo
- 31 Swastika, Dupuis, Marcinelle, 1983
Scénario : Stephen Desberg - Dessin : Will - Couleurs : Vittorio Leonardo
- 32 Traitement de Choc, Dupuis, Marcinelle, 1984
Scénario : Stephen Desberg - Dessin : Will - Couleurs : Vittorio Leonardo
- 33 Choc 235, Dupuis, Marcinelle, 1985
Scénario : Stephen Desberg - Dessin : Will - Couleurs : Vittorio Leonardo
- 34 Le Fantôme du samouraï, Dupuis, Marcinelle, 1986
Scénario : Maurice Rosy - Dessin : Will - Couleurs : Vittorio Leonardo
- 35 Dans les griffes de la Main Blanche, Dupuis, Marcinelle, 1986
Scénario : Stephen Desberg - Dessin : Will - Couleurs : Vittorio Leonardo
- 36 Magdalena, Dupuis, Marcinelle, 1987
Scénario : Stephen Desberg - Dessin : Will - Couleurs : Vittorio Leonardo
- 37 Les Phalanges de Jeanne d'Arc, Dupuis, Marcinelle, 1988
Scénario : Stephen Desberg - Dessin : Will - Couleurs : Vittorio Leonardo
- 38 La Tentation du bien, Dupuis, Marcinelle, 1989
Scénario : Stephen Desberg - Dessin : Will - Couleurs : Vittorio Leonardo
- 39 Coups durs, Dupuis, Marcinelle, 1991
Scénario : Stephen Desberg, Denis Lapière - Dessin : Will - Couleurs : Vittorio Leonardo
- 40 Prise d’otages, Dupuis, Marcinelle, 1993
Scénario : Denis Lapière - Dessin : Alain Sikorski - Couleurs : Catherine Gillain, Frédéric Daminet
- 41 À feu et à sang, Dupuis, Marcinelle, 1993
Scénario : Denis Lapière - Dessin : Alain Sikorski - Couleurs : Frédéric Daminet, Catherine Gillain
- 42 L'Assassin des trois villes sœurs, Dupuis, Marcinelle, 1995
Scénario : Denis Lapière - Dessin : Alain Sikorski - Couleurs : Studio Cerise
- 43 Les Vieilles Dames aux cent maisons, Dupuis, Marcinelle, 1995
Scénario : Denis Lapière - Dessin : Alain Sikorski - Couleurs : Studio Cerise
- 44 Fort Cigogne, Dupuis, Marcinelle, 1996
Scénario : Denis Lapière - Dessin : Alain Sikorski - Couleurs : Studio Cerise
- 45 Le Mystère de la chambre 43, Dupuis, Marcinelle, 1997
Scénario : Denis Lapière - Dessin : Alain Sikorski - Couleurs : Dominique Thomas
- 46 Mais où est Kiki ?, Dupuis, Marcinelle, 2019
Scénario : Robber - Dessin : Blutch

### Les Intégrales Dupuis

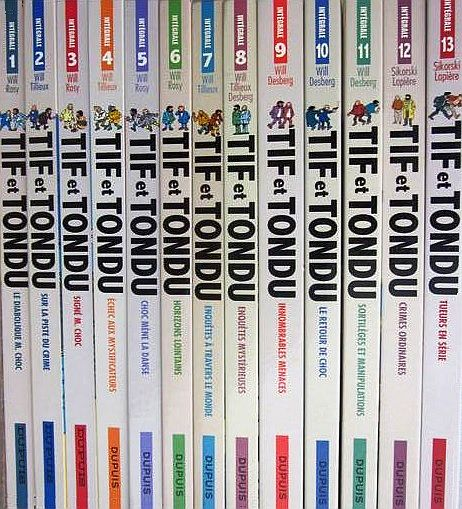
Intégrale Tif et Tondu.

Les 12 tomes de cette première série d'Intégrales regroupent les aventures sous un angle thématique :
- 1 Le Diabolique M. Choc[3], Dupuis, Marcinelle, 2007
Scénario : Maurice Rosy - Dessin : Will
- 2 Sur la piste du crime[4], Dupuis, Marcinelle, 2007
Scénario : Maurice Tillieux - Dessin : Will
- 3 Signé M.Choc[5], Dupuis, Marcinelle, 2008
Scénario : Maurice Rosy - Dessin : Will
- 4 Échec aux mystificateurs[6], Dupuis, Marcinelle, 2008
Scénario : Maurice Tillieux - Dessin : Will
- 5 Choc mène la danse[7], Dupuis, Marcinelle, 2009
Scénario : Maurice Rosy - Dessin : Will
- 6 Horizons lointains[8], Dupuis, Marcinelle, 2009
Scénario : Maurice Rosy - Dessin : Will
- 7 Enquêtes à travers le monde[9], Dupuis, Marcinelle, 2010
Scénario : Maurice Tillieux - Dessin : Will
- 8 Enquêtes mystérieuses [10], Dupuis, Marcinelle, 2010
Scénario : Maurice Tillieux et Stephen Desberg - Dessin : Will
- 9 Innombrables Menaces [11], Dupuis, Marcinelle, 2010
Scénario : Stephen Desberg - Dessin : Will
- 10 Le Retour de Choc [12], Dupuis, Marcinelle, 2011
Scénario : Stephen Desberg - Dessin : Will
- 11 Sortilèges et Manipulations [13], Dupuis, Marcinelle, 2012
Scénario : Stephen Desberg - Dessin : Will
- 12 Crimes Ordinaires [14], Dupuis, Marcinelle, 2012
Scénario : Stephen Desberg - Dessin : Will

À partir de 2017, Dupuis publie une nouvelle édition intégrale, cette fois chronologique : 
- 1 Tif et Tondu - 1949-1954, Dupuis, Marcinelle, 2017
Scénario : Fernand Dineur, Henri Gillain, Albert Desprechins - Dessin : Will
- 2 Tif et Tondu - 1955-1958, Dupuis, Marcinelle, 2018
Scénario : Maurice Rosy - Dessin : Will
- 3 Tif et Tondu - 1960-1961, Dupuis, Marcinelle, 2019
Scénario : Marcel Denis, Maurice Rosy - Dessin : Marcel Denis
- 4 Tif et Tondu - 1964-1965, Dupuis, Marcinelle, 2020
Scénario : Maurice Rosy - Dessin : Will

### Diverses éditions
- 2 La Vallée perdue, Michel Deligne, 1976
Scénario et dessin : Fernand Dineur
- 3 Jungle, Michel Deligne, 1976
Scénario et dessin : Fernand Dineur
- 4 Coupe coupe, Michel Deligne, 1976
Scénario et dessin : Fernand Dineur
- 5 Les Ombres de la mer, Michel Deligne, 1976
Scénario et dessin : Fernand Dineur
- 1 La Villa « sans souci », Albino, 1982
Scénario : Fernand Dineur et Luc Bermar - Dessin : Will
- 2 La Revanche d'Arsène Rupin, Albino, 1982
Scénario : Fernand Dineur - Dessin : Will
- 3 Tif et Tondu à Hollywood, Albino, 1983
Scénario et dessin : Marcel Denis
- 1 Tif et Tondu à Hollywood, La Vache qui médite, 2007
Scénario et dessin : Marcel Denis
- 2 Ne tirez pas sur l'hippocampe, La Vache qui médite, 2008
Scénario et dessin : Marcel Denis

## Chronologie des publications
|    | Scénario         | Dessin   | Date       | N° Spirou ou autre               | Titre                                                | Nombre de pages |
| -- | ---------------- | -------- | ---------- | -------------------------------- | ---------------------------------------------------- | --------------- |
| 1  | Dineur           | Dineur   | 1938       | 38/1-38/26                       | Aventures de Tif                                     | 26              |
| 2  | Dineur           | Dineur   | 38/39      | 38/28-39/25                      | Au pays des gangsters                                | 35              |
| 3  | Dineur           | Dineur   | 39/40      | 39/26-40/49                      | Au Congo belge                                       | 62              |
| 4  | Dineur           | Dineur   | 40/41      | 40/50-41/22                      | Dans la tourmente                                    | 25              |
| 5  | Dineur           | Dineur   | 41/42      | 41/40-42/25                      | Les Péripéties de Tif (suite de "Dans la tourmente") | 36              |
| 6  | Dineur           | Dineur   | 42/43      | 42/26-43/25                      | Tribulations                                         | 28              |
| 7  | Dineur           | Dineur   | 1944       | 43/4-43/35-Espliègle-Almanach 44 | Les Six Écus                                         | 50              |
| 8  | Dineur           | Dineur   | 44/45      | 44/1-45/44                       | Tif et Tondu s'en vont en guerre                     | 57              |
| 9  | Dineur           | Dineur   | 46/47      | 46/1-463                         | Mission spéciale                                     | 60              |
| 10 | Dineur           | Dineur   | 1947       | almanach 47                      | Z.Z.                                                 | 10              |
| 11 | Dineur           | Dineur   | 1947       | 464-527                          | L'Idole rouge                                        | 64              |
| 12 | Dineur           | Dineur   | 12/01/1949 | Héroïc-Albums no 2-5 année       | L’Étui d’or                                          | 13              |
| 13 | Dineur           | Dineur   | 23/02/1949 | Héroïc-Albums no 8-5 année       | Les 3 Perles vertes                                  | 13              |
| 14 | Dineur           | Dineur   | 13/04/1949 | Héroïc-Albums no 15-5 année      | L'Îlet perdu                                         | 13              |
| 15 | Dineur           | Dineur   | 04/05/1949 | Héroïc-Albums no 18-5 année      | Jungle                                               | 13              |
| 16 | Dineur           | Dineur   | 01/06/1949 | Héroïc-Albums no 22-5 année      | Le Pirate bleu                                       | 12              |
| 17 | Dineur           | Dineur   | 13/07/1949 | Héroïc-Albums no 28-5 année      | Chin-Chin                                            | 12              |
| 18 | Dineur           | Dineur   | 03/08/1949 | Héroïc-Albums no 31-5 année      | Coupe coupe                                          | 12              |
| 19 | Dineur           | Dineur   | 07/09/1949 | Héroïc-Albums no 36-5 année      | Les Requins de Macao                                 | 12              |
| 20 | Dineur           | Dineur   | 05/10/1949 | Héroïc-Albums no 40-5 année      | Les Ombres de la mer                                 | 12              |
| 21 | Dineur           | Dineur   | 02/11/1949 | Héroïc-Albums no 44-5 année      | Le Livre mauve                                       | 12              |
| 22 | Dineur           | Dineur   | 14/12/1949 | Héroïc-Albums no 50-5 année      | S.O.S.                                               | 12              |
| 23 | Dineur           | Will     | 1949       | 587                              | Le mystère de Beersel (juste annonce)                | 32              |
| 24 | Dineur           | Will     | 49/50      | 588-617                          | La Cité des rubis                                    | 30              |
| 25 | Dineur           | Will     | 1950       | 618-647                          | La Revanche d'Arsène Rupin                           | 30              |
| 26 | Dineur           | Will     | 1950       | 648-662                          | San Salvador                                         | 15              |
| 27 | Dineur           | Will     | 1951       | 663-682                          | Le Fantôme des lagunes                               | 20              |
| 28 | Dineur/Gillain   | Will     | 1951       | 685-730                          | La Villa « sans souci »                              | 46              |
| 29 | Gillain          | Will     | 1952       | 752-795                          | Le Trésor d'Alaric                                   | 46              |
| 30 | Desprechin       | Will     | 1953       | 809-840                          | Oscar et ses mystères                                | 40              |
| 31 | Rosy             | Will     | 1955       | 873-894                          | Tif et Tondu contre la main blanche                  | 44              |
| 32 | Rosy             | Will     | 1955       | 913-933                          | Le Retour de Choc                                    | 44              |
| 33 | Rosy             | Will     | 15/12/1955 | Risque-Tout no 4                 | Bombe à la gare                                      | 4               |
| 34 | Rosy             | Will     | 16/02/1956 | Risque-Tout no 13                | L'aventure est au coin de la pompe                   | 4               |
| 35 | Rosy             | Will     | 5/4/1956   | Risque-Tout no 20                | Fric frac en fanfare                                 | 4               |
| 36 | Rosy             | Will     | 1956       | 942-963                          | Passez muscade                                       | 44              |
| 37 | Rosy             | Will     | 1957       | 1000                             | Tif et Tondu démasquent Choc                         | 1               |
| 38 | Rosy             | Will     | 1957       | 988-1029                         | Plein Gaz                                            | 44              |
| 39 | Rosy             | Will     | 1958       | 1033-1044                        | Le Fantôme du samouraï                               | 22              |
| 40 | Denis            | Denis    | 1960       | 1135-1160                        | Tif et Tondu à Hollywood                             | 44              |
| 41 | Denis            | Denis    | 1961       | 1201-1236                        | Ne tirez pas sur l'hippocampe                        | 44              |
| 42 | Rosy             | Will     | 1964       | 1350-1370                        | Choc au Louvre                                       | 44              |
| 43 | Rosy             | Will     | 1964       | 1373-1394                        | La Villa du Long-Cri                                 | 44              |
| 44 | Rosy             | Will     | 1965       | 1399-1420                        | Les Flèches de nulle part                            | 44              |
| 45 | Rosy             | Will     | 1965       | 1432-1458                        | La Poupée ridicule                                   | 44              |
| 46 | Rosy             | Will     | 1966       | 1474-1495                        | Le Réveil de Toar                                    | 44              |
| 47 | Rosy             | Will     | 1967       | 1503                             | La Boîte à Tondu                                     | 6               |
| 48 | Rosy             | Will     | 1967       | 1501-1521                        | Le Grand Combat                                      | 42              |
| 49 | Rosy             | Will     | 1967       | 1529-1550                        | La Matière verte                                     | 44              |
| 50 | Rosy             | Will     | 1968       | 1566-1587                        | Tif rebondit                                         | 44              |
| 51 | Tillieux         | Will     | 1968       | 1602-1622                        | L'Ombre sans corps                                   | 44              |
| 52 | Tillieux         | Will     | 1969       | 1650-1669                        | Tif et Tondu contre le Cobra                         | 44              |
| 53 | Tillieux         | Will     | 1970       | 1682                             | À 33 pas du mystère                                  | 4               |
| 54 | Tillieux         | Will     | 1970       | 1696-1715                        | Le Roc maudit                                        | 44              |
| 55 | Tillieux         | Will     | 1971       | 1746-1764                        | Sorti des abîmes                                     | 44              |
| 56 | Tillieux         | Will     | 1972       | 1789-1802                        | Les Ressuscités                                      | 44              |
| 57 | Tillieux         | Will     | 1973       | 1831-1847                        | Le Scaphandrier mort                                 | 44              |
| 58 | Tillieux         | Will     | 1973       | 1861-1869                        | Un plan démoniaque                                   | 44              |
| 59 | Tillieux         | Will     | 1974       | 1889-1902                        | Tif et Tondu à New York                              | 44              |
| 60 | Tillieux         | Will     | 1975       | 1942-1957                        | Aventure birmane                                     | 44              |
| 61 | Tillieux         | Will     | 1976       | 1988-1999                        | Le Retour de la Bête                                 | 44              |
| 62 | Rosy             | Will     | 1976       | 2001                             | L'Image de Choc                                      | 2               |
| 63 | Tillieux/Desberg | Will     | 1977       | 2046-2064                        | Le Gouffre interdit                                  | 44              |
| 64 | Tillieux/Desberg | Will     | 1978       | 2101-2115                        | Les Passe-montagnes                                  | 44              |
| 65 | Desberg          | Will     | 1979       | 2163-2176                        | Métamorphoses                                        | 45              |
| 66 | Rosy             | Will     | 1979       | 2173                             | Spécial Boule & Bill                                 | 4               |
| 67 | Desberg          | Will     | 1980       | 2201-2211                        | Le Sanctuaire oublié                                 | 44              |
| 68 | Desberg          | Will     | 1981       | 2257-2269                        | Échecs et match                                      | 44              |
| 69 | Desberg          | Will     | 1982       | 2285                             | Dangereuse Programmation                             | 8               |
| 70 | Desberg          | Will     | 1982       | 2295                             | La Fin de Tif et Tondu                               | 7               |
| 71 | Desberg          | Will     | 1982       | 2316-2318                        | Perforations                                         | 18              |
| 72 | Desberg          | Will     | 1983       | 2339-2349                        | Swastika                                             | 44              |
| 73 | Desberg          | Will     | 1984       | 2400-2403                        | Traitement de Choc                                   | 45              |
| 74 | Desberg          | Will     | 1984       | 2414                             | Corps sur table                                      | 14              |
| 75 | Desberg          | Will     | 1985       | 2448-2451                        | Choc 235                                             | 47              |
| 76 | Desberg          | Will     | 1986       | 2501-2504                        | Dans les griffes de la Main Blanche                  | 45              |
| 77 | Desberg          | Will     | 1987       | 2531-2534                        | Magdalena                                            | 45              |
| 78 | Desberg          | Will     | 1988       | 2561-2566                        | Les Phalanges de Jeanne d'Arc                        | 42              |
| 79 | Desberg          | Will     | 1989       | 2665-2672                        | La Tentation du bien                                 | 44              |
| 80 | Desberg/Lapière  | Will     | 1990       | 2728-2729                        | La Cible                                             | 14              |
| 81 | Lapière          | Sikorski | 1990       | 2732-2735                        | Mascarade                                            | 16              |
| 82 | Lapière          | Sikorski | 1991       | 2779-2781                        | Gabrielle                                            | 13              |
| 83 | Lapière          | Sikorski | 1992       | 2799-2801                        | Le Kilomètre au-delà de zéro                         | 17              |
| 84 | Lapière          | Sikorski | 1993       | 2815                             | Les Guerriers Dogons                                 | 8               |
| 85 | Lapière          | Sikorski | 1993       | 2824-2827                        | Prise d’otages                                       | 16              |
| 86 | Lapière          | Sikorski | 1993       | 2830                             | Monsieur Romanov                                     | 5               |
| 87 | Lapière          | Sikorski | 1993       | 2853-2862                        | À feu et à sang                                      | 46              |
| 88 | Lapière          | Sikorski | 1995       | 2944-2953                        | L'Assassin des trois villes sœurs                    | 46              |
| 89 | Lapière          | Sikorski | 1995       | 2974-2984                        | Les Vieilles Dames aux cent maisons                  | 46              |
| 90 | Lapière          | Sikorski | 1996       | 3023-3033                        | Fort Cigogne                                         | 46              |
| 91 | Lapière          | Sikorski | 1997       | 3061-3071                        | Le Mystère de la chambre 43                          | 46              |
| 92 | Robber           | Blutch   | 2019       | 4240-4257                        | Mais où est Kiki ?                                   | 72              |

## Série dérivée
Il existe une série dérivée  basée sur le personnage de Monsieur Choc, réalisée par Éric Maltaite (dessin), et Stéphan Colman (scénario).  Eric Maltaite est le fils de Willy Maltaite  qui signait ses dessins Will.